# Ворожка (альбом)
«Ворожка» — дебютний студійний альбом української співачки Русі, який вийшов восени 1989 року та став першим україномовним альбомом вітчизняної поп-музики.

## Про альбом
Альбом «Ворожка» було записано влітку 1989 року. До альбому увійшли сім композицій. Над записом працювали музиканти гурту «MidiM», тексти пісень написав Анатолій Матвійчук, музику — Констянтин Осауленко. Восени 1989 року альбом «Ворожка» мав величезний успіх в Україні. До появи альбому «Ворожка» на дискотеках не звучала сучасна україномовна музика. Взагалі в радянській Україні був
лише фольк та традиційна українська естрада,  насаджувався міф про те, що дискотечна, танцювальна музика не може бути україномовною.

## Композиції
| #  | Назва                           | Автор слів           | Автор музики         | Тривалість |
| -- | ------------------------------- | -------------------- | -------------------- | ---------- |
| 1. | «Не стій під вікном» (Заручена) | Анатолій Матвійчук   | Констянтин Осауленко | 3:33       |
| 2. | «Зоряний Корсар»                | Анатолій Матвійчук   | Констянтин Осауленко | 4:04       |
| 3. | «Ворожка»                       | Анатолій Матвійчук   | Констянтин Осауленко | 3:57       |
| 4. | «Русалонька»                    | Анатолій Матвійчук   | Констянтин Осауленко | 3:51       |
| 5. | «Сині проліски»                 | Анатолій Матвійчук   | Констянтин Осауленко | 3:53       |
| 6. | «Забувати мушу»                 | Констянтин Осауленко | Констянтин Осауленко | 4:03       |
| 7. | «Папуга»                        | Анатолій Матвійчук   | Констянтин Осауленко | 4:05       |